# Apeadero de Campilho
El Apeadero de Campilho es una plataforma ferroviaria desactivada de la Línea del Corgo, que servía a la zona de Campilho, en el ayuntamiento de Chaves, en Portugal.

## Historia

### Inauguración
El tramo entre Vidago y Tâmega, donde esta plataforma se encontraba, entró en servicio el 20 de junio de 1919.

### Cierre
El tramo entre Vila Real y Chaves fue cerrado en 1990.